# Going to the Mat
Going to the Mat (conocida como Lucha ciega en Hispanoamérica) es una película original de Disney Channel estrenada el 19 de marzo de 2004 por Disney Channel. Dirigida por Stuart Gillard y protagonizada por Andrew Lawrence, Alessandra Toreson, Khleo Thomas y Wayne Brady. 

## Argumento
Jason "Jace" Newfield (Andrew Lawrence) se muda de Nueva York a Utah. Es el nuevo estudiante de su colegio, y es ciego. Teniendo talento para la batería y la guitarra va a la clase de música, en la que descubre que su maestro Mason Wyatt (Wayne Brady) es también ciego. Se hace amigo de Vicente, conocido como "Pulga" (Khleo Thomas), quien lo trata como a una persona común y corriente, pero Jace siente que es tratado diferente. Desesperado por ser aceptado en su nuevo colegio, cree que si se une a un equipo de deporte será aceptado por los demás. Así que decide entrar al equipo de lucha. Su entrenador, el Sr. Rice (D.B. Sweeney) lo trata muy bien, pero se debe de ganar su lugar con sus compañeros. La hija del entrenador Rice, Mary Beth (Alessandra Torresani) lo ayuda con algunos movimientos para ayudarlo a ganar en las competencias y se enamora de ella. Con la ayuda de John (Billy Aaron Brown), uno de sus compañeros de lucha, el incondicional apoyo de su maestro de música, "Pulga" y Mary Beth logrará tener éxito en la lucha.
- Datos: Q945952